# Instituto Nanzan de Religión y Cultura
El 'Instituto Nanzan de Religión y Cultura (南山宗教文化研究所 Nanzan shūkyō bunka kenkyujo?) es uno de los centros más grandes del mundo dedicado a la investigación académica sobre la interfaz de la filosofía y religiones en Oriente y Occidente. Fundada en 1976 en el campus de la Universidad de Nanzan, se ha establecido en Japón y en todo el mundo como un centro de excelencia académica a través de sus publicaciones, conferencias y equipo de investigadores permanentes.

## Historia
El fundador y primer director del Instituto fue el teólogo jesuita Heinrich Dumoulin, seguido por el filósofo belga Jan Van Bragt. Después de Van Bragt, de 1991 a 2001, el director fue James Heisig.

## Estructura
El personal está formado por un grupo de 5 becarios de investigación permanentes que pertenecen nominalmente a la facultad de Artes y Letras de la Universidad de Nanzan pero que están exentos de la mayoría de las obligaciones docentes y de comité para centrarse en el trabajo específico de la Instituto. Un personal administrativo compuesto por 2 secretarias de tiempo completo y 3 secretarias de tiempo parcial se encargan del mantenimiento de la biblioteca, la distribución de revistas y otras tareas administrativas asociadas con el trabajo del personal de investigación.
Además, desde el principio se han ofrecido becas postdoctorales a jóvenes académicos prometedores en Japón para que pasen dos años en el Instituto compartiendo sus actividades y haciendo su propia contribución a su creciente gama de intereses. Durante un período de veinte años, de 1983 a 2002, también se otorgaron becas de visita a académicos de Asia oriental para que pasaran un año en el Instituto. Finalmente, ha habido un flujo constante de académicos de todo el mundo que dedican períodos de tiempo más o menos largos a un proyecto particular relacionado con los objetivos del Instituto.
Una biblioteca de investigación especializada, no prestamista, dividida en tres plantas y un sótano completo, incluye unos 35.000 títulos, junto con más de 260 revistas periódicas. Además del espacio para oficinas, las instalaciones también incluyen 16 oficinas de investigación, una sala de lectura, 4 salas de reuniones y salas de lectura amplias. También asociada al Instituto hay una residencia cercana, el Paulus Heim, donde el personal del Instituto y sus visitantes comparten una mesa y una vida común.

## Conferencias
Aunque no se llevan a cabo cursos formales en el Instituto, se llevan a cabo regularmente debates académicos de varios tipos: coloquios, reuniones de investigación con académicos locales, seminarios internos, grupos de lectura para el público en general y conferencias con invitados especiales.
Cada dos años desde su fundación se ha celebrado un simposio importante, que generalmente reúne a representantes de tendencias religiosas o filosóficas específicas en el diálogo.

## Publicaciones
El personal del Instituto publica la Japanese Journal of Religion Studies, la principal fuente en inglés sobre investigaciones actuales en el campo de las Religiones japonesas, y  Etnología asiática (anteriormente Estudios de folclore asiático), que incluye estudios desde el subcontinente indio hasta todo Asia oriental.
Otras revistas editadas y publicadas en el Instituto incluyen:
- Revista de la Sociedad Japonesa de Estudios Budistas-Cristianos (東西宗教研究 Tōzai shūkyō kenyū?)
- Interreligioso (1982–2005)[6]

y boletines anuales en inglés:
- The Japan Christian Review (1992-1998)
- Boletín del Instituto Nanzan de Religión y Cultura (cada primavera)

y japonés:
- Boletín
- Actas anuales de la Revista de la Sociedad Japonesa de Estudios Budistas-Cristianos

Todas estas revistas, y todos sus números anteriores, han estado disponibles en Internet, y en forma de búsqueda, de forma gratuita desde principios de los años 1990.

Además de las publicaciones privadas del personal investigador, los más de 60 volúmenes de investigaciones publicadas editados por el Instituto incluyen 2 series en japonés:
- los simposios semestrales
- una serie de monografías académicas

tres series en inglés:
- Estudios de Nanzan en Religión y Cultura
- Estudios de Nanzan en las religiones asiáticas
- Biblioteca Nanzan de Religión y Cultura Asiática

y una serie en italiano titulada Tetsugaku.
Sus libros también han sido traducidos al portugués, bosnio, rumano, italiano y español, y han obtenido numerosos premios editoriales.

## Proyectos financiados
En 2005, Robert Roche, presidente de Oaklawn Marketing en Japón, donó una cátedra de 1 millón de dólares para “Investigación interreligiosa”. Entre los muchos proyectos financiados en los últimos años, el Instituto Nanzan participó en el proyecto de la Fundación Templeton sobre Afirmar la ciencia y la religión en el contexto japonés publicado en 2009 en el libro Perspectivas globales sobre la ciencia y la espiritualidad y un proyecto de la Sociedad Japonesa para la Promoción de la Ciencia destinado a producir un Libro de consulta sobre filosofía japonesa.